# Acacia serra
Acacia serra är en ärtväxtart som beskrevs av George Bentham. Acacia serra ingår i släktet akacior, och familjen ärtväxter. Inga underarter finns listade i Catalogue of Life.